# زایمان در هند
زایمان در هند (انگلیسی: Childbirth in India) تحت تأثیر گستردگی سنت‌های مذهبی، زندگی در خانواده‌های گسترده، جمعیت جوان هند، میانگین سنی پایین ازدواج و نابرابری‌های اجتماعی و سطح سواد میان زنان و مردان شکل گرفته است. ناکافی بودن خدمات بهداشت مادران در هند ناشی از سازمان‌دهی ضعیف، تفاوت‌های گسترده میان مناطق شهری و روستایی، نابرابری‌های بین ایالتی و محدودیت‌های شدید اجتماعی، اقتصادی و فرهنگی است.

## ساختار اجتماعی و سازماندهی
خانواده گسترده یکی از ویژگی‌های اساسی سازمان اجتماعی هندو است. از آنجا که هندوئیسم دین غالب در هند محسوب می‌شود، سیستم خانواده گسترده، ساختار خانوادگی غالب در این کشور را تشکیل می‌دهد. سیستم خانواده گسترده به این صورت توصیف شده است:
«از نظر ساختاری، این سیستم شامل یک مرد متأهل، پدرش، پدربزرگش و بستگان درجه یک در سه نسل متوالی است. خویشاوندان مختلف به همراه همسران و فرزندان خود در یک خانه زندگی می‌کنند، با هم غذا می‌خورند و عبادت می‌کنند و مالکیت مشترک دارند. آن‌ها در فعالیت‌های اقتصادی همکاری می‌کنند و حتی اگر اعضا از نظر شغلی متفاوت باشند، درآمدهای خود را تجمیع می‌کنند. خانواده گسترده، مراقبت‌های پرستاری از بیماران، امنیت اجتماعی برای بیکاران و حمایت از سالمندان را فراهم می‌کند».
«اعضای این خانواده‌ها در انجام کارهای روزمره، مشکلات و شادی‌های زندگی اجتماعی سهیم‌اند، در دوران بحران احساس تعهد متقابل قوی دارند و منافع فردی را با رفاه خانواده یکسان می‌دانند. احترام آن‌ها به خرد و عدالت بزرگ‌ترین مرد خانواده به او و همسرش این اختیار را می‌دهد که تصمیماتی بگیرند که بر تمام اعضای خانواده تأثیرگذار است».

### ازدواج
«میانگین سن ازدواج زنان و مردان در هند مرکزی کمی پایین‌تر از میانگین ملی است. ازدواج در سنین پایین به‌ویژه در روستاها و میان زوج‌های پیرو ادیان هندو و بودیسم رایج است». علاوه بر این، سن ازدواج مردان و زنان در هند طی چندین دهه تقریباً ثابت مانده است. در دهه ۱۹۶۰، گزارش شده بود که میانگین سن ازدواج در هند برای زنان شهری ۱۶٫۴ سال، برای زنان روستایی ۱۴٫۶ سال، برای مردان شهری ۲۳٫۰ سال و برای مردان روستایی ۲۰٫۲ سال بوده است.

### سوادآموزی
نرخ سواد در هند در طول زمان به میزان قابل توجهی افزایش یافته است. این نرخ از ۴۳٫۵۶ درصد در سال ۱۹۸۱ به ۵۲٫۱۱ درصد در سال ۱۹۹۱ رسیده است. میزان سواد در مناطق مختلف هند به‌طور قابل توجهی متفاوت است؛ به عنوان مثال، نرخ سواد در جنوب هند بالاتر از شمال آن است. همچنین شکاف قابل توجهی بین نرخ سواد مردان و زنان وجود دارد. در سال ۱۹۹۱، نرخ سواد مردان به ۶۲٫۸۶ درصد رسید، در حالی که این نرخ برای زنان تنها ۳۹٫۴۲ درصد بود.

### روابط زن و مرد
در دوران باستان، هند یکی از کشورهایی بود که در آن زنان حقوقی برابر با مردان داشتند. الهه‌های زن مورد پرستش و نیایش قرار می‌گرفتند که این امر موجب شگفتی بسیاری از غربیان می‌شد و نشان‌دهنده جایگاه زنان در جامعه هند بود.
در سال‌های بعد، به دلیل استعمار و حملات مداوم، زنان برای محافظت بیشتر محدود به کارهای خانه شدند. این امر برای مدت طولانی به یک عرف تبدیل شد، اما در هند مدرن، زنان همچون مردان در حال پیشرفت و شکوفایی هستند.

## زمینه اقتصادی
کشاورزی بزرگ‌ترین شغل منفرد در هند است. تقریباً ۲۸ درصد از جمعیت این کشور زیر خط فقر زندگی می‌کنند و این میزان در ایالت‌های مختلف تفاوت چشمگیری دارد. فقر در هند عمدتاً در ایالت‌های مرکزی و شرقی متمرکز است، به طوری که نرخ فقر در این مناطق به‌طور قابل توجهی بالاتر از میانگین ملی است. ایالت‌های مرکزی و شرقی هند ۵۵ درصد از جمعیت فقیر این کشور را تشکیل می‌دهند.
به‌طور هم‌زمان، همین ایالت‌های فقیر مسئول نیمی از مرگ‌ومیرهای مادران در هند هستند. این امر احتمالاً به دلیل استفاده محدود از خدمات بهداشتی مادران در این مناطق است.
در مقابل، ایالت‌های غربی و جنوبی هند از نظر اقتصادی و جمعیتی پیشرفته‌تر از ایالت‌های شمالی و شرقی هستند. به همین دلیل، این ایالت‌ها تنها ۱۷ درصد از مرگ‌ومیرهای مادران را شامل می‌شوند، که احتمالاً ناشی از استفاده بیشتر از خدمات بهداشتی مادران در این مناطق است. مطالعات نشان می‌دهد که بین استفاده از خدمات بهداشت مادران و نسبت مرگ‌ومیر مادران رابطه‌ای معکوس وجود دارد.
در سال ۲۰۱۱، ۶۹ درصد از جمعیت هند روستایی بود. بسیاری از شهروندان در روستاها زندگی کرده و در کشاورزی مشغول هستند که از نگاه غربیان شبیه به شهرهای کوچک به نظر می‌رسد. مناطق روستایی معمولاً جمعیتی دارند که زیر خط فقر زندگی می‌کنند.
از سوی دیگر، بخشی از جمعیت در شهرها ساکن است که به عنوان ثروتمندترین قشر جامعه شناخته می‌شوند. با این حال، جمعیت شهری شامل بسیاری از فقیرانی است که از مناطق روستایی به شهرها مهاجرت کرده‌اند و اغلب در زاغه‌هایی زندگی می‌کنند که یک‌پنجم ساکنان شهرهای هند را در خود جای داده‌اند. این گروه معمولاً به عنوان کارگران یا در بخش خدمات مشغول به کار هستند. هند همچنین یک طبقه متوسط گسترده شهری دارد که شامل تجار و متخصصان است.

## زمینه سلامت
در هند، مرگ‌ومیر ناشی از سوءتغذیه، قحطی و بیماری‌های گوارشی به دلیل بهبود تولید و توزیع محصولات کشاورزی و همچنین تصفیه منابع آب در حال کاهش است.
علاوه بر این، دولت هند و سازمان جهانی بهداشت برنامه‌های ملی مراقبت‌های پزشکی و پزشکی پیشگیرانه را اجرا کرده‌اند که بر اساس بررسی‌های اخیر، در کاهش میزان ابتلا به آبله، وبا، طاعون، مالاریا، فیلاریازیس، سل و بیماری‌های مقاربتی مؤثر بوده‌اند.
در مورد نظریه‌های مرتبط با سلامت مادران، مطالعات نشان داده‌اند که سن ازدواج و نرخ باروری با یکدیگر مرتبط هستند. همچنین، ایالت‌های فقیر هند مسئول نیمی از مرگ‌ومیرهای مادران در این کشور هستند. از این رو، میان استفاده از خدمات مراقبت از مادران و نسبت مرگ‌ومیر مادران رابطه‌ای معکوس وجود دارد.

### آمار سلامت
در هند، ۲۱ درصد از زنان نیاز برآورده‌نشده‌ای برای برنامه‌ریزی خانواده دارند. ۷۵ درصد از زنان حداقل یک نوبت ویزیت دوران بارداری را تحت پوشش بیمه دارند. ۵۰ درصد از زنان دارای حداقل چهار ویزیت دوران بارداری تحت پوشش بیمه هستند. همچنین، ۶۷ درصد از زایمان‌ها در هند توسط یک متخصص پزشکی ماهر انجام می‌شود. تنها ۸ درصد از زایمان‌ها منجر به عمل سزارین می‌شوند. ۴۸ درصد از زنان دو روز پس از زایمان، به ویزیت‌های دوران پس از زایمان مراجعه می‌کنند.
نرخ باروری کلی در هند ۲٫۵ فرزند به ازای هر زن است.
میانگین امید به زندگی در هند ۶۶ سال است؛ برای زنان ۶۸ سال و برای مردان ۶۴ سال.
در سال ۲۰۱۵، میزان مرگ مادر در هند ۱۷۴ مورد به ازای هر ۱۰۰٬۰۰۰ تولد زنده بود. در سال ۲۰۰۵، برآورد شده بود که نسبت مرگ‌ومیر مادران در هند ۱۶ برابر بیشتر از روسیه، ۱۰ برابر بیشتر از چین و ۴ برابر بیشتر از برزیل است. هند در میان کشورهای در حال توسعه، بیشترین تعداد زایمان سالانه را دارد و به‌طور متوسط ۲۷ میلیون تولد در سال ثبت می‌شود. با این حال، متأسفانه، هند همچنین ۲۰ درصد از کل مرگ‌ومیرهای مادران در جهان را به خود اختصاص داده است.

## رفتارها و باورهای مرتبط با بارداری

### مراقبت‌های دوران بارداری
دسترسی و استفاده از مراقبت‌های دوران بارداری به میزان زیادی تحت تأثیر وضعیت اجتماعی-اقتصادی، موقعیت جغرافیایی و سطح تحصیلات و خودمختاری مادر قرار دارد. استفاده از مراقبت‌های دوران بارداری بین سال‌های ۱۹۹۲ تا ۲۰۰۶ حدود ۱۲ درصد افزایش یافته است، اما این افزایش عمدتاً به دلیل استفاده بیشتر زنان غیرفقیر بوده است. استفاده زنان فقیر از این خدمات تقریباً ثابت مانده و تنها ۶٫۳ درصد بوده است.
از نظر جغرافیایی، برخی از ایالت‌های هند نرخ بسیار پایین‌تری در بهره‌مندی از مراقبت‌های دوران بارداری دارند. برای مثال، طبق مطالعات انجام‌شده در سال ۲۰۰۶ در اوتار پرادش، تنها ۹ درصد از زنان از مراقبت‌های دوران بارداری بهره‌مند می‌شوند، در حالی که این میزان در تامیل نادو ۷۲ درصد است.
نرخ بالاتر مراقبت‌های دوران بارداری در تامیل نادو ممکن است نتیجه اجرای برنامه Janani Suraksha Yojana باشد که زنان را از نظر مالی تشویق می‌کند تا زایمان را در یک مرکز بهداشتی انجام دهند و پس از یک یا دو زایمان، توبکتومی (بستن لوله‌های رحمی) انجام دهند. این برنامه همچنین منجر به کاهش نرخ مرگ‌ومیر مادران (MMR)، کاهش نرخ باروری و افزایش نرخ سواد زنان شده است.

### دیدگاه‌ها دربارهٔ بارداری، زایمان و ناباروری
بارداری در هند به‌طور کلی مثبت تلقی می‌شود و بیشتر زنان متأهل از آگاهی یافتن از بارداری خود بسیار خوشحال می‌شوند. باروری از ارزش بالایی برخوردار است و اگر زنی پس از یک سال زندگی مشترک نشانه‌ای از بارداری نداشته باشد، ممکن است از سوی اعضای جامعه مورد قضاوت منفی قرار گیرد.

### آمادگی برای زایمان
زنان هندی که با همسران خود زندگی می‌کنند، معمولاً برای آماده شدن برای زایمان از مادرشوهرهای خود مشورت می‌گیرند. توصیه‌های مادران و مادرشوهرها اهمیت زیادی دارد و زنان باردار اغلب آیین‌های مرتبط با بارداری را که از مادرشوهر خود آموخته‌اند، دنبال می‌کنند. موقعیت‌های خواب، عادات غذایی و سطح فعالیت زنان باردار همگی تحت تأثیر دیدگاه‌های زنان مسن‌تر خانواده قرار دارند. به‌جز آنچه به آن‌ها گفته می‌شود، زنان معمولاً اطلاعات اندکی دربارهٔ روند زایمان دارند. اغلب، آن‌ها به دلیل شنیدن توصیفات دردناک از دیگران، ترس زیادی از زایمان دارند.
مادرشوهرها و دیگر زنان مسن خانواده آداب مرتبط با تغذیه، بهداشت و فعالیت‌های روزانه در دوران بارداری را منتقل می‌کنند. در بسیاری از موارد، از مصرف مواد غذایی «سرد» مانند میوه‌ها اجتناب می‌شود، زیرا باور بر این است که ممکن است باعث بیماری یا حتی مرگ جنین شود. در برخی از سنت‌ها، زنان ممکن است فقط چای داغ و شیر برنج مصرف کنند.
زنان مسن خانواده میزان فعالیت و عادات خواب زنان باردار را تعیین می‌کنند، بر اساس سنت‌های خانوادگی. برخی از زنان تشویق می‌شوند که سطح فعالیت خود را افزایش دهند تا بدنشان برای سختی‌های زایمان آماده شود، در حالی که برخی دیگر تشویق می‌شوند که در طول بارداری بیشتر استراحت کنند تا انرژی خود را حفظ کنند. همچنین، خوابیدن ممکن است به شیوه‌ای خاص تنظیم شود و برخی زنان اجازه نداشته باشند که روی پشت خود بخوابند یا در طول بارداری از یک سمت به سمت دیگر غلت بزنند.

## زایمان و تولد

### حمایت در حین زایمان
درد در هنگام زایمان امری طبیعی تلقی می‌شود و در برخی جوامع آگاهی کمی دربارهٔ روش‌هایی مانند اپیدورال وجود دارد. بسته به محل زایمان، برخی زنان برای تسکین درد از آب گرم و ماساژ بهره می‌برند، در حالی که برخی دیگر حمایت اندکی دریافت می‌کنند یا حتی تماس فیزیکی بسیار کمی دارند. در زایمان‌های بیمارستانی، بیمارستان‌های خصوصی نرخ بیشتری از تسکین درد را ارائه می‌دهند. یک مطالعه نشان داد که این نرخ در بیمارستان خصوصی ۹٫۹ درصد و در بیمارستان دولتی تنها ۰٫۹ درصد است.
در طول زایمان، مادر و نوزاد نیاز به نظارت مناسب دارند. نظارت ناکافی در این مرحله می‌تواند خطر بروز مشکل برای نوزاد را افزایش دهد و حتی ممکن است به مرگ نوزاد قبل از تولد منجر شود، که به آن مرده‌زایی گفته می‌شود. متأسفانه، هند بیشترین میزان مرده‌زایی را در جهان دارد و سالانه بیش از ۳۳۰٬۰۰۰ مورد در این کشور رخ می‌دهد.
خویشاوندان زن و همسایگان ممکن است با آوردن چای، گرم کردن آب و کمک به پیچیدن نوزاد در پارچه پس از تولد از مادر حمایت کنند.
محل زایمان معمولاً میزان و نوع حمایت دریافت‌شده را تعیین می‌کند. زنانی که در بیمارستان زایمان می‌کنند، معمولاً از سوی پرستاران حمایت می‌شوند، هرچند میزان این حمایت متغیر است. برخی از زنان از کمبود تماس فیزیکی و حمایت عاطفی در بیمارستان‌ها ابراز نارضایتی می‌کنند. در خانه، زنان توسط «زنان دانای» خانواده از طریق ماساژ و آب گرم حمایت می‌شوند، هرچند این امر نیز در خانواده‌های مختلف متفاوت است.

### کمک‌کنندگان به زایمان و ارائه‌دهندگان مراقبت‌های بهداشتی
به‌طور میانگین، ۸۳٫۱ درصد از زایمان‌ها توسط پرسنل بهداشتی ماهر انجام می‌شود. با این حال، این میزان در مناطق مختلف هند تفاوت زیادی دارد. دستیاران زایمان سنتی (TBA) ۳۷ درصد از زایمان‌های خانگی در هند را همراهی می‌کنند. این دستیاران معمولاً دانش و سواد کافی در مورد شیوه‌های ایمن زایمان ندارند، اما اگر به‌درستی آموزش ببینند، می‌توانند تأثیر زیادی در کاهش مرگ‌ومیر مادران داشته باشند. اگر آن‌ها به‌طور مناسب در زمینه‌های موقعیت‌های زایمان، شیوه‌های بهداشتی، وزن‌کشی نوزاد، حفظ دمای بدن نوزاد و مراقبت از خونریزی بعد از زایمان آموزش ببینند، سلامت مادران و نوزادان در هند می‌تواند به‌طور چشمگیری بهبود یابد.
در ۶۳ درصد دیگر از زایمان‌های خانگی، هیچ کمکی از سوی کسی انجام نمی‌شود و زنانی که در مراکز بهداشتی یا بیمارستان‌ها زایمان می‌کنند، تحت مراقبت پرستاران و پزشکان قرار می‌گیرند.
بیشتر دستیاران زایمان سنتی که ۳۷ درصد از زایمان‌های خانگی را در هند همراهی می‌کنند، ازدواج کرده‌اند و هیچ تحصیلات رسمی ندارند. آن‌ها ممکن است آموزش‌دیده یا بی‌سواد باشند، اما دستیاران آموزش‌دیده معمولاً جوان‌تر و تجربه کاری کمتری دارند و برای خدمات خود دستمزد دریافت می‌کنند. دستیاران زایمان غیرآموزش‌دیده معمولاً مسن‌تر، باتجربه‌تر و بدون دریافت دستمزد هستند. بیشتر این دستیاران پس از مشاهده چندین زایمان خانوادگی، زایمان خودشان یا پیروی از یک عضو خانواده وارد این حوزه شده‌اند.
برخی از زنان در حین زایمان توسط پرسنل بیمارستانی مورد بی‌احترامی قرار می‌گیرند.

### تحویل جفت
پس از زایمان جفت، بند ناف قطع می‌شود و مخلوطی از روغن گیاهی، پودر صورت یا خاکستر بر قسمت قطع‌شده مالیده می‌شود. جفت در نزدیکی خانه دفن می‌شود یا در برخی جوامع سوزانده می‌شود. نه روز پس از تولد، مراسمی در محل دفن جفت برگزار می‌شود تا نام نوزاد اعلام شود. در زایمان‌های خانگی، گاهی نوزاد بلافاصله پس از تولد گرفته نمی‌شود و روی زمین باقی می‌ماند تا جفت تحویل داده شود.

### فناوری در زایمان
نرخ سزارین در هند در سال ۲۰۰۸ معادل ۸٫۲ درصد بود که کمتر از ۱۰–۱۵ درصد توصیه‌شده از سوی سازمان بهداشت جهانی است. با این حال، این عدد در برخی بیمارستان‌های خصوصی بیشتر است. استفاده از مداخلاتی مانند برش میان‌دوراه، القای زایمان و سزارین بین بیمارستان‌های خصوصی و دولتی متفاوت است. مطالعه‌ای در مورد زنان دلی نشان داد که نرخ سزارین در بیمارستان‌های خصوصی ۵۳٫۸ درصد و در بیمارستان‌های دولتی ۲۳٫۷ درصد بوده است. همان مطالعه گزارش داد که نرخ اپیزیاتومی در بیمارستان‌های خصوصی ۷۴٫۹ درصد و در بیمارستان‌های دولتی ۵۷٫۸ درصد بود. همچنین نرخ القای زایمان در بیمارستان‌های خصوصی و دولتی به ترتیب ۳۰٫۸ درصد و ۲۰٫۶ درصد بود.